# Art ASCII
L’art ASCII consiste à réaliser des images uniquement à l'aide des lettres et caractères spéciaux contenus dans le code ASCII.

## Historique
Parmi les plus anciens exemples connus d'art ASCII, on trouve les créations du pionnier de l'art informatique Kenneth Knowlton (en) datant d'environ 1966. À cette époque, il travaillait pour les Laboratoires Bell.

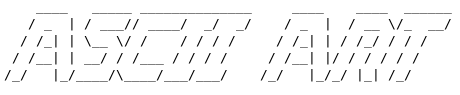
Logo de style « Oldskool » ou « Amiga ».
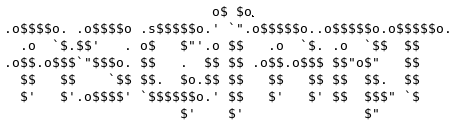
Logo de style « Newskool ».
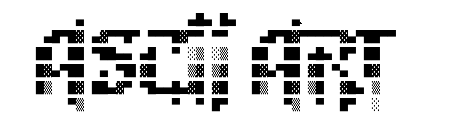
Logo de style « Block » ou « High ASCII », en ANSI art.

## Description

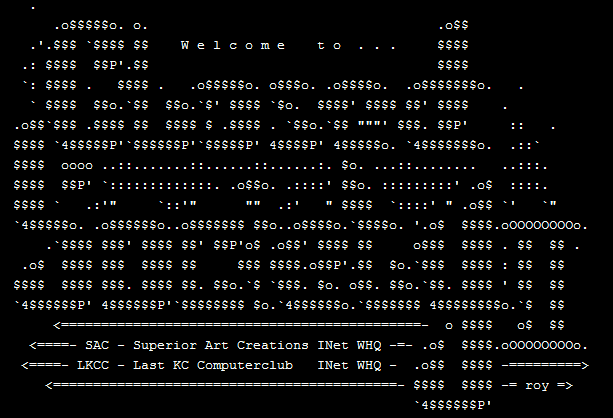
Capture d'écran d'un logo en ASCII « Newskool ».

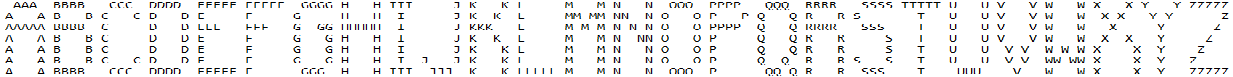
Alphabet en style « Newskool » (image rétrécie verticalement).

Cette pratique a commencé avec les mainframes, où ce genre d'images permettait de montrer ce qu'il était possible de faire avec une imprimante utilisée de manière rationnelle.
Les images étaient alors d'une largeur de 120 ou 132 caractères pour une longueur variable, et autorisaient les superpositions multiples de caractères. Une image de ce type très répandue dans les années 1960 était un portrait de Brigitte Bardot. Des machines couplées à des caméras vidéo imprimèrent par la suite des portraits sur papier dans des galeries commerciales, et parfois aussi sur des T-shirts par une méthode de transfert.
La pratique s'est plus tard répandue par le biais des premiers BBS, sur lesquels il n'était pas possible d'afficher autre chose que du texte. La superposition de caractères disparut à mesure que les écrans remplaçaient les terminaux de type imprimante à impact.
À partir des années 1980, certains artistes ont utilisé des jeux de caractères étendus tels que la page de code 437, disponible en mode texte sur compatible PC.
On peut réaliser de l'art ASCII avec un simple éditeur de texte à l'aide d'une police de caractères à chasse fixe (par exemple : Courrier New), mais il existe des logiciels automatisant le processus, à l'aide d'algorithmes de conversion d'image en texte. Évidemment, ces images, si elles sont faites à la main, demandent beaucoup de temps et de talent, d'où le terme « art ».
Avec l'apparition des caractères unicode émoticônes basés sur les emoji japonais, des petites icônes graphiques, généralement en couleur sur les smartphones, a étendu l'art ASCII, à l'art emoji (de l'anglais : Emoji Art).

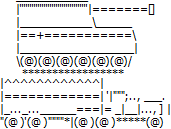
Un char d’assaut et un camion réalisés en art ASCII.
Roflcopter en art ASCII animé.

## Types et exemples d'art ASCII

### Émoticônes
La forme la plus simple d'art ASCII est la combinaison de deux ou trois caractères pour exprimer une émotion en texte. Effectuez mentalement la rotation de 90° de ces exemples pour une orientation plus compréhensible de ceux-ci, ou penchez la tête à gauche.
```
:-)  ou  :)  ou  =)   sourire
:-( ou  :( ou  =(     triste
:'(                   pleure
;-)  ou o;)           clin d'œil
:-D  ou  :D  ou  =D   rire
XD                    mort de rire (paupières serrées)
:-P  ou  :P  ou  =P   tire la langue
B-)  ou  8-)          cool (lunettes de soleil)
Xo                    souffrant
:')                   pleure de joie
:S                    malade, gêné
3:)                   coiffé d'un chapeau (ou de cornes)
```

Il y a un autre type d'art ASCII en une ligne qui ne nécessite pas de rotation. Ils sont parfois appelés « smileys japonais ». Exemples :
| (^_^) (smiley homme) d~.~b (écoute au casque) \(^o^)/ (heureux/panique) (o.~) ou ^_- (clin d'œil) ^_^ (content) (-_-)ZZZ (dort) ``(ToT)´´ (pleure) (?_?) (confus) (-_-) (blasé) | (^.^) (smiley femme) -_- (fatigué, accusateur ou exaspéré) x_x (mort) -_-' (gêné - par quelqu'un) (*^_^*) (rougit, timide) -`(0_o)´- ou O_o (impressionné/confus/choqué) (!_!) ou (o_o) (choqué) (\|_\|) ou (._.) ou (\|_ \|) ou \| •_•) ou (•_ •) (dépité) (I_ I) (suspicieux) |

Il est également possible de représenter des animaux et des silhouettes :
| >(°< °)< ou \_/o< (oiseau) <:3))))~~ (souris, rat) >##\°) ou <°)))>< (poisson) | (_)_TNT___)------* (TNT) @}-;-- (fleur, rose) |

| \o/ (victoire : silhouette bras levés) _o/ (adieux ou salutation : silhouette un bras levé) /o\ (consternation : tête dans les mains) |

[ (`;-£›‹>⋅⋅•⋅\ ]

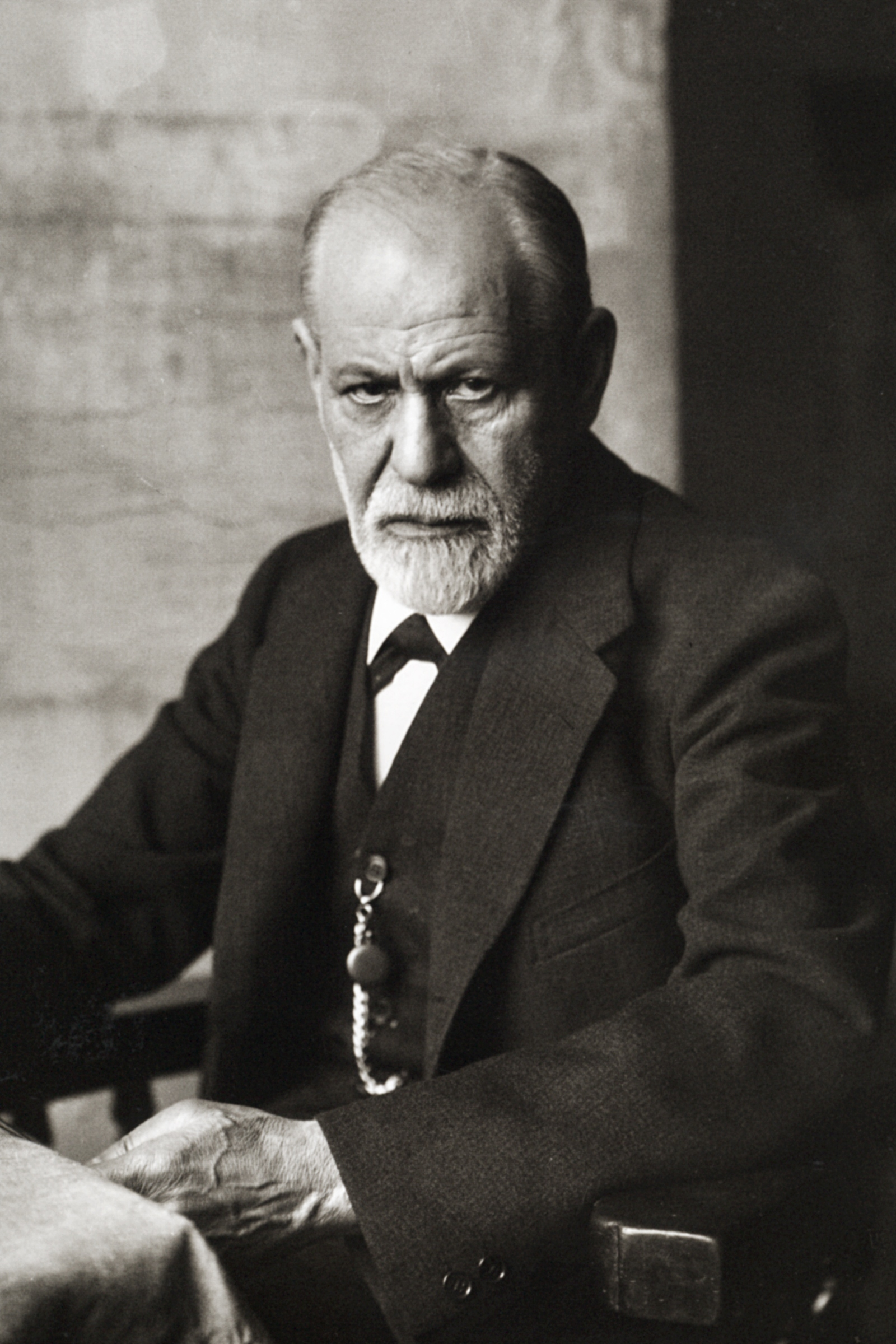
Portait de Freud par Ferdinand Schmutzer.

Représentation en « ASCII (étendu...) » de Sigmund Freud datée du début des années 2000 — plus évocatrice en police sérif — qui s’inspire du célèbre portrait de Freud réalisé en 1926 par Ferdinand Schmutzer.

### Dessins
Il existe aussi des figures plus complexes, qui nécessitent plusieurs lignes :
```
                  
(_) |  (_)              | (_)

 
() ()   __      ___| | ___ _ __   ___  __| |_  __ _
      
 
(-.-)   \ \ /\ / / | |/ / | '_ \ / _ \/ _` | |/ _` |

 
(   )    \ V  V /| |   <| | |_) |  __/ (_| | | (_| |

(") (")o   \_/\_/ |_|_|\_\_| .__/ \___|\__,_|_|\__,_|

                           | |                       
                           |_|
```

```
          _..-/  /  |  \    \   _|/|     
         \      /-./_ \;   \    \,;'   \    
         ,\    / \:  `:\    \   //    `:`.  
       ,'  \  /-._;   |  :     :  ::    ,.   . 
     ,'      ::   /`-._| |    | || '  :  `.`.)
  _,'       |;._:: |  | |    | `|    :    `' 
,'   `.     /   |`-:_ ; |    |  |   : \      
`--.)   /|-._:     :          |   \ \     
   /  /    :_|   ;`-._;   __..--';     :  :    
/  (    ;|;-./_  _/.-:'o |   /     ' |    
/  , \._/_/_./--/_|:|___|_,'        | |
:  /   `'-'--'----'---------'          |    

|
  :     O ._O   O_. O ._O   O_.      ; ;     Un bateau viking (langskip ou drakkar)
: `.      //    //    //    //     ,' /     
```

```
           (__)                      
           (oo)                                                     \                 (\_/) (\___/) 
    /-------\/      __        O             \O/          (\___/)     \ /\     ()_()   (^_^) (='.'=)    _[ ]_       
   / |     ||      /o)\      /|\             |           (='.'=)     ( )     (='.'=)  (>$<) ( U U )   \('o')/      
  *  ||----||      \(o/      / \            / \          (")_(")   .( o ).   (")_(")  (/ \) (")_(")    ( : )       
     ~~    ~~                                    
      Vache     Yin/Yang   Personne  Personne contente         Cinq exemples de lapins              Bonhomme de neige 
```

Certaines personnes utilisent l'art ASCII comme signatures dans leurs courriels ou leurs posts sur des forums de discussion. Le dessin qui ressemble à une vache est en fait un gnou. C'est un easter egg de apt-get, un gestionnaire de paquets pour certains systèmes GNU/Linux (prononcer « gnou/linux »).
| _a, _yQa. _qTWW(je`?QX: <d+ -3Wm; _qos_s%mWw, a2?????TWW(sd(-?Qm;. .amm; .xmWmc """""` """"""" | \\\\|\|\|\|\|\|//// \\ ~ ~ // ( @ @ ) ______ oOOo-(_)-oOOo___________ ....... ....... ....... _____________Oooo._____________ .oooO ( ) ( ) ) / \ ( (_/ \_) |

Parfois on rencontre aussi des mots dont les lettres sont constituées d'elles-mêmes. C'est ainsi qu'étaient souvent composées les pages de garde des travaux d'impression sur les machines imprimant en continu des sorties de travaux batch.
```
      HHHHHH    HHHHHH    IIIIII     !!!
       HHHH      HHHH      IIII     !!!!!
       HHHH      HHHH      IIII     !!!!!
       HHHH      HHHH      IIII     !!!!!
       HHHHHHHHHHHHHH      IIII     !!!!!
       HHHHHHHHHHHHHH      IIII     !!!!!
       HHHHHHHHHHHHHH      IIII      !!! 
       HHHH      HHHH      IIII
       HHHH      HHHH      IIII      !!!
       HHHH      HHHH      IIII     !!!!!
      HHHHHH    HHHHHH    IIIIII     !!!         
```

On peut aussi s'en servir pour créer de la typographie, par exemple :
```
       ___              __,
      ( /              (          o _/_ /
       / __,  _   _     `.  _ _,    /  /_
     _/_(_/(_/ /_(/_  (___)/ / /_(_(__/ /_
    //
   (/
```

Voici un exemple d'art ASCII apparu sur Amiga. Ce genre d'art ASCII est fait à la main dans un éditeur de texte :
```
                   ______.----------------------------.______
                 :_)                                        (_:
             ....|:                                          :|....
             :  :<>                                          <>:  :
             :···|:                                          :|···:
         .---+- -:-                                          -:- -+---.
      /\___  |    /\___      /\_____     /\______     /\______    |   /\___
    _/    /  |  _/    /___ _/ __   /   _/  __   /   _/  __   /    : _/    /
    \  __//\ :/\\   _//  / \  )/  //\  \   )/  //\  \   )/  //\  /\ \_   //\
  _/¯¯ \)¯  \/  ¯¯ __¯   \/¯¯ ¯  ¯¯  \/¯¯  ¯_ ¯¯  \/¯¯  ¯_ ¯¯  \/  ¯)/  ¯¯  \_
  \                )/¯                     (/           (/          ¯        /
 /¯¯               /                       /            /            _      ¯¯\
 \_           /\__/        /\_        /\__/        /\__/         /\_(/       _/
 =/          /===/        /==/       /===/        /=©d/         /=:=/       /=
  ¯¯¯¯¯¯¯¯¯\/:   :¯¯¯¯¯¯\/   ¯¯¯¯¯¯\/    ¯¯¯¯¯¯¯\/    ¯¯¯¯¯¯¯¯\/  | ¯¯¯¯¯¯\/
   ______.---+-  :____ /\_____  :              :      ________:  -+---.______
 :_)·····    :.....  _/      /--+--./\_____.---+---./\___    .....:    ·····(_:
 |:           : ..:..\      /   : _/      /    :  _/    /  ..:.. :           :|
 <>           :.:.: : \  __//\  /\\  __  //\  /\  \_   //\ : :.:.:           <>
 |:             :..._/¯¯ \)¯  \/  ¯¯ )/ ¯¯  \/  ¯¯)/  ¯¯  \_...:             :|
 :        ____ ____ \                ¯            ¯        / ____ ____        :
 \_.     _\_  \\  //¯¯                            _       ¯¯\\  //  _/_     ._/
 ---· _  \¯ _  \\ \\_           /\_           /\_(/        _// //  _ ¯/  _ ·---
 /¯·  \¯¯¯ ¯\¯¯¯ ¯¯=/          /:=/          /=:=/        /= ¯¯ ¯¯¯/¯ ¯¯¯/  ·¯\
 :     ¯¯¯¯¯¯       ¯¯¯¯¯¯¯¯¯\/-+--¯¯¯¯¯¯¯¯\/--+--¯¯¯¯¯¯\/         ¯¯¯¯¯¯    :
 |:                             :              :                             :|
 <>                          .              .                                <>
 |:                      _ . | __ .__.__   .|__  __    .                     :|
 :¯).....             __(__|-|(_/_| (| ((__||__)(__)(__|__             .....(¯:
   ¯¯¯¯¯¯·-----------·-------|----|--|----(/----------(/--·-----------·¯¯¯¯¯¯
```

Voici Tux, le manchot mascotte du système d'exploitation GNU/Linux :
```
            .-"""-.
           '       \
          |,.  ,-.  |
          |()L( ()| |
          |,'  `".| |
          |.___.',| `
         .j `--"' `  `.
        / '        '   \
       / /          `   `.
      / /            `    .
     / /              l   |
    . ,               |   |
    ,"`.             .|   |
 _.'   ``.   o     | `..-'l
|       `.`,        |      `.
|         `.    __.j         )
|__        |--""___|      ,-'
   `"--...,+""""   `._,.-' mh
```

### Images réalisées par logiciel
Par la suite, l'art ASCII est rarement réalisé à la main, mais plutôt par des logiciels qui facilitent la création d'œuvres de plus en plus complexes.
Voici par exemple un smiley réalisé en art ASCII.
```
                          oooo$$$$$$$$$$$$oooo
                      oo$$$$$$$$$$$$$$$$$$$$$$$$o
                   oo$$$$$$$$$$$$$$$$$$$$$$$$$$$$$$o         o$   $$ o$
   o $ oo        o$$$$$$$$$$$$$$$$$$$$$$$$$$$$$$$$$$$$o       $$ $$ $$o$
oo $ $ "$      o$$$$$$$$$    $$$$$$$$$$$$$    $$$$$$$$$o       $$$o$$o$
"$$$$$$o$     o$$$$$$$$$      $$$$$$$$$$$      $$$$$$$$$$o    $$$$$$$$
  $$$$$$$    $$$$$$$$$$$      $$$$$$$$$$$      $$$$$$$$$$$$$$$$$$$$$$$
  $$$$$$$$$$$$$$$$$$$$$$$    $$$$$$$$$$$$$    $$$$$$$$$$$$$$  """$$$
   "$$$""""$$$$$$$$$$$$$$$$$$$$$$$$$$$$$$$$$$$$$$$$$$$$$$$$$     "$$$
    $$$   o$$$$$$$$$$$$$$$$$$$$$$$$$$$$$$$$$$$$$$$$$$$$$$$$$$     "$$$o
   o$$"   $$$$$$$$$$$$$$$$$$$$$$$$$$$$$$$$$$$$$$$$$$$$$$$$$$$       $$$o
   $$$    $$$$$$$$$$$$$$$$$$$$$$$$$$$$$$$$$$$$$$$$$$$$$" "$$$$$$ooooo$$$$o
  o$$$oooo$$$$$  $$$$$$$$$$$$$$$$$$$$$$$$$$$$$$$$$$$$$   o$$$$$$$$$$$$$$$$$
  $$$$$$$$"$$$$   $$$$$$$$$$$$$$$$$$$$$$$$$$$$$$$$$$     $$$$""""""""
 """"       $$$$    "$$$$$$$$$$$$$$$$$$$$$$$$$$$$"      o$$$
            "$$$o     """$$$$$$$$$$$$$$$$$$"$$"         $$$
              $$$o          "$$""$$$$$$""""           o$$$
               $$$$o                                o$$$"
                "$$$$o      o$$$$$$o"$$$$o        o$$$$
                  "$$$$$oo     ""$$$$o$$$$$o   o$$$$""
                     ""$$$$$oooo  "$$$o$$$$$$$$$"""
                        ""$$$$$$$oo $$$$$$$$$$
                                """"$$$$$$$$$$$
                                    $$$$$$$$$$$$
                                     $$$$$$$$$$"
                                      "$$$""  
```

Certaines œuvres nécessitent presque de s'éloigner de l'écran ou de plisser les yeux pour apprécier le travail réalisé.
| \|JM/:::::::::J::::::::J::::::::::L\|JMMMMMMMMMMMMMMMMM\| \|\|M::::::::::F::::::::F::::J::::JMJFMMMMMMMMMMMMMMMMM\| J\|F:::::;:::J::::::::/L::::FL:::LM'MMMMMMMMMMMMMMMMMM\| :`:::::/L:::\|L::::::/M\|:::JM\|::/MMMMMMMMMMMMMMMMMMMMMF :::::://::\:\|J:::::JMM\|:::FM\|:/MMMMMMMMMMMMMMMMMMMMMM- :;'::/J:::F\JM\::::FMMJ::JMM\|/MMMMMMMMMMMMMMMMMMMMMMF '.::/MMF:JMM\LM\::JMMMM\:\|MM'MMMMMMMMMMMMMMMMMMMMMMM - ::;dMMM\|:FMMM`MM\:\|MMMMML\|MMMMP"ooMMMMMMMMMMMMMMMMMF- :/MMMMM\|:MMMP"TTQ\LMMMMM\|FMMP;\o#J__MMMMMMMMMMMMMMM - /MMMMMM\|F-. \|o#J__\ )MM'MP' `"""" QMMMMMMMMMMMMMF - M/\MMMM/J '-""" J/ ' MMMMMMMMMMMMM/ - - /::\MMMMML J. JMMMMMMMMMMMMM - - \::::QMMMJ CD; MMMMMMMMMMMMMF- - - :\:::::QMM\ J' JMMMMMMMMMMMM/- - - \:\::Lb:\MMb._ /MMMMMMMMM/\M/- - - - \:\:JMMb\MM\"`- .--- /MMMMMMMMM/ /'- - - - - `(`:\MMMMMMb. /MMMMMMMMP' - - - - - - - - -\\MMMMMMMb- /MMP"QMMP'- - - - - - - - - - -\\MMMJMMMb. .dMMM\|/MP' - - - - - - - - - - - -`\`Q\|MMMMMbo._ .dMMMMMJ"'- - - - - - - - - - - - - - - F`QMMMMMMMboodMMMMMMMML- - - - - - - - - - - - - - - J ,`QMMMMMMMMMMMMMMMMMJ - - - - - - - - - - - - - - -F \|o.\MMMMMMMMMMMMMMMMML - - - - - - - - - - - - - -J FMMM\MMMMMMMMMMMMMMMMJ- - - - - - - - - - - - - -/ /MMMMMb.MMMMMMMMMMMMMMM\- - - - - - - - - | . , '. '. \ \ ._ '-.'. `\ \ '-._; .'; `-.'. `~-.; '. '. '--,` '. -='. ; .--=~~=-, -.; ; .-=`; `~,_.; / ` ,-`' .-; \| .-~`. .; ; .;.- .-; ,\ `.' ,=; .-' `~.-._ .'; .'; .' .' '-. .\ ; ; ,.' _ a', .'~";-` ; ;"~` `'-=.) .' .' . _; ;', ; '-.._`~`.' \ ; ; : `~' _'\\_ \\_ /=`^^=`""/`)-. \ = _ = =\ `""` `~-. = ; |

```
Wikip  iaWi  pedia ikiped  Wikipe   Wik pediaW kipediaWik  ediaWikiped   ikipedi     pediaW       aWi      
ipedi  ikip  iaWik pediaW  ipedi    ipe iaWiki  diaWikiped aWikipediaWi  pediaWiki   iaWiki      ikipe     
 iaWi  pedi  ikip   aWik    iaW    ed    kipe   Wiki    aWikipe    ikip  iaWikipedi   kipe       pedia     
  kip   aWi  ped     ipe    iki   ia      dia   ipediaWikip dia          ikip   aWik   dia      diaWik     
  edi  ikip  ia      edi    pediaWi       aWi   diaWikiped  Wikipe        edi   kipe   aWi      Wik ped    
   Wi  pediaWik      Wik    iaWikip       ipe   Wikipedia   ipediaW       aWi    dia   ipe     kipediaWi   
   ipediaWikipe      ipe    ikipedi       dia   ipe         diaWiki       kip   aWik   dia     ediaWikip   
    iaWikipedia      dia    ped  Wik      Wik   dia         Wik          pedi  ikipe   Wik    iaWi   edia  
     kip  iaWi      aWik    iaW  ipe     kipe   Wik         iped    kip diaWikipedia  kipe    iki     Wik  
      d   ikip     ikiped  Wikip diaWikipediaW kipedi      ediaWik pedi WikipediaWi  pediaW kipedi   kipedi
      Wi   ed      pediaWikipedi WikipediaWikipediaWi      aWikipediaWi ipediaWik    iaWikipediaWi   ediaWi
```

Ce dernier est de l'ANSI art, un dérivé de l'ASCII art, car il a été teinté de gris.
Les dégradés et gris typographique se font donc uniquement avec lettres, comme sur l'exemple suivant.
Le logo de Wikipédia en art ASCII (composé de 7857 caractères)

## Jeu vidéo
Le RPG sur navigateur Candy Box réalisé en 2013 par le développeur français Aniwey, est entièrement en ASCII.